# Spillsbury
Spillsbury fue una banda Electro-Pop de Hamburgo, Alemania, fue fundada en enero de 2001 por Zoe Meißner (Voz) y Tobias Asche (Bajo y Sintetizadores). Aunque eran alemanes algunas de sus canciones eran cantadas en inglés.

## Discografía

### Álbumes de estudio
- Spillsbury (noviembre de 2002)
- Raus! (julio de 2003)
- 2 (octubre de 2005)
- Auf zum Atem (octubre de 2008)

### EP
- Kurz vor vier/Jona (julio de 2003)
- Die Wahrheit (septiembre de 2003)
- Was que machen (julio de 2004)
- Zwei von vielen/Nein (septiembre de 2005)
- Lass Mich (Single En Línea) (septiembre de 2008)